# Böle göl
Böle göl är en sjö i Hultsfreds kommun i Småland och ingår i Emåns huvudavrinningsområde.